# Ассоциация Гильдий Соотечественников
Ассоциация Гильдий Соотечественников (АГС) объединяет российских соотечественников – предпринимателей в Киргизии (Кыргызстане). Созданная для поддержки и защиты бизнеса российских соотечественников, Ассоциация объединяет, представляет и лоббирует их интересы в стране и за рубежом. Ассоциация Гильдий Соотечественников имеет статус объединения юридических лиц и является некоммерческой организацией. В состав АГС входит 169 компаний, общий численный состав сотрудников компаний АГС составляет 17800 человек.

ОЮЛ "Ассоциация Гильдий Соотечественников" — город Бишкек.

## История
Созданная 6 августа 2010 года Ассоциация Гильдий Соотечественников (АГС) представляет собой объединение гильдий (от нем. gilde – корпорация, объединение Гильдия), в состав каждой из которых входят компании по отраслевому признаку, подпадающие под статус юридического лица, владельцем либо инвестором которого является физическое лицо-соотечественник (согласно Федеральному закону Российской Федерации «О государственной политике Российской Федерации в отношении соотечественников за рубежом» ). В настоящее время в структуре АГС сформировано пятнадцать отраслевых гильдий: Агропромышленников, Авто-дилеров, Горнопромышленников, Здравоохранения, Консалтинга и права, Легкой промышленности, НОКС (науки, образования, культуры и спорта), IT и телекоммуникаций, Охраны и безопасности, Полиграфистов и книгоиздателей, Рестораторов, Торговли, Транспорта, Туризма, Строительства. Первым Председателем Совета глав гильдий АГС был избран В.Е. Самарский, известный юрист, знаток Азии, ее обычаев и традиций.

## Структура
Высшим органом управления Ассоциацией является Общее собрание членов ассоциации. Коллегиальным органом Ассоциации является Совет глав гильдий, в который входят все руководители отраслевых гильдий. Совет глав гильдий возглавляет Председатель Совета глав гильдий – Конев Алексей Валерьянович. Исполнительным органом Ассоциации – исполнительная дирекция, которая осуществляет реализацию решений Общего собрания и Совета глав гильдий. Контрольно-финансовым органом ассоциации является ревизионная комиссия, которая назначается из числа членов АГС.
В мае 2011 года был сформирован Попечительский совет Ассоциации, в который вошли руководители крупных российский компаний ОсОО «Газпромнефть–Азия», ОсОО «Газпромнефть-Аэро Кыргызстан», ОсОО Полюс Кыргызстан, ОсОО «Скай Mобаил» (Beeline), Представительство ЗАО «Газпром зарубежнефтегаз». Председателем Попечительского совета был избран – Генеральный директор ОсОО «Газпромнефть–Азия» Абилдаев Болот Ералханович.
Попечительский совет рассматривает и вносит рекомендации по основным вопросам деятельности АГС:
- разработка приоритетных направлений деятельности Ассоциации;
- взаимодействие с органами государственной власти, организациями, учреждениями, общественными объединениями и движениями, в т.ч. с зарубежными;
- проведение мероприятий, способствующих повышению эффективности деятельности Ассоциации.

## Деятельность
За время своего существования АГС при поддержке российского посольства, провела ряд гуманитарных акций по республике. Ассоциация выступила в качестве соорганизатора бизнес - форума «Э.Р.А. экономик», посвященный развитию российско-киргизских деловых связей. При финансовой поддержке Российских Крупных компаний – вошедших в Попечительский совет, АГС выступило инициатором и организатором крупных социально значимых мероприятий: Новогодняя ёлка (для детей сирот и инвалидов ), Масленичная неделя , 9 мая День Победы , 1 июня Всемирный день защиты детей .
Гильдия консалтинга и права открыла общественную приемную в г.Бишкек, в которой желающим оказывается бесплатная первичная юридическая помощь.
Среди компаний вошедших в АГС был реализован проект корпоративных карт «Дисконтный клуб АГС», 30 марта был выпущен первый тираж дисконтных карт. Карта АГС предоставляет её владельцу право на получение декларированных скидок на приобретение товаров или услуг в организациях – участниках Дисконтного клуба АГС  .